# Азад Ку
Азад Ку (перс. آزادکوه) — одна з найвищих вершин центрального хребта Ельбурс у провінції Мазандаран на північ від Ірану. Перською Ку (Kooh) означає гора, а Азад (Azad) означає вільний, тому Азад Ку можна перекласти як Вільна гора. Цю назву, ймовірно, обрали місцеві жителі через конусоподібну форму Азад Ку та той факт, що він не пов’язаний з навколишніми вершинами.

## Сходження на Азад Ку
Азад Ку не є технічним підйомом, і не знадобиться жодне технічне спорядження, щоб піднятися на гору влітку. Існує два маршрути для сходження на цю вершину, легший і коротший - від села Калаак-е-Баалаа, а довший - від села Вааранге Руд. Перший займає 1-2 дні, а другий 2-4 дні. На обох маршрутах немає прихистку, тому потрібно мати власний намет, якщо плануєте розбити табір. Підйом на Азад Ку не такий легкий взимку, на обох маршрутах буде значна кількість снігу та потенційна небезпека сходження лавини.

## Галерея

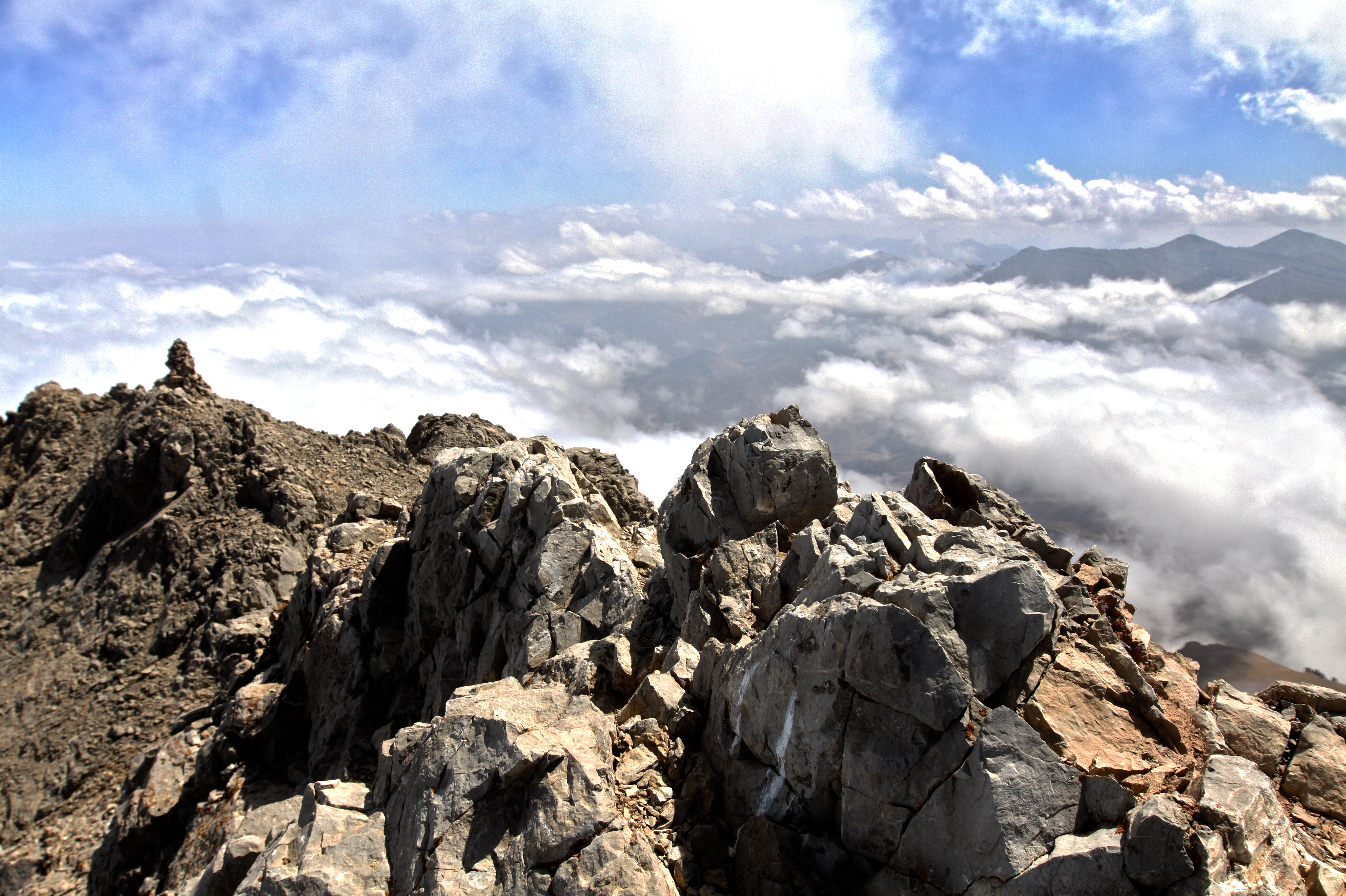
Азад Ку, Мазендеран, Іран
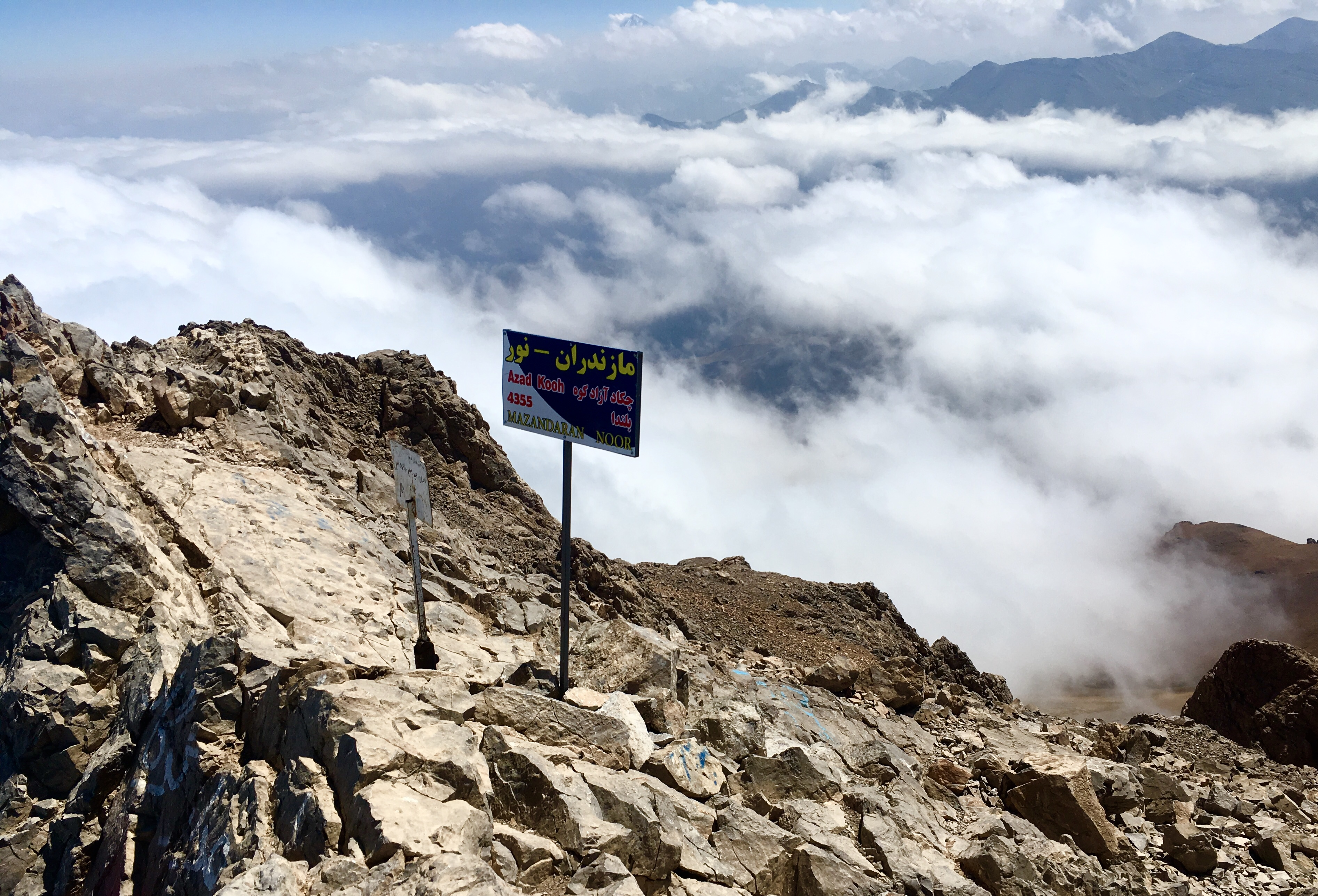
Азад Ку, Мазендеран, Іран
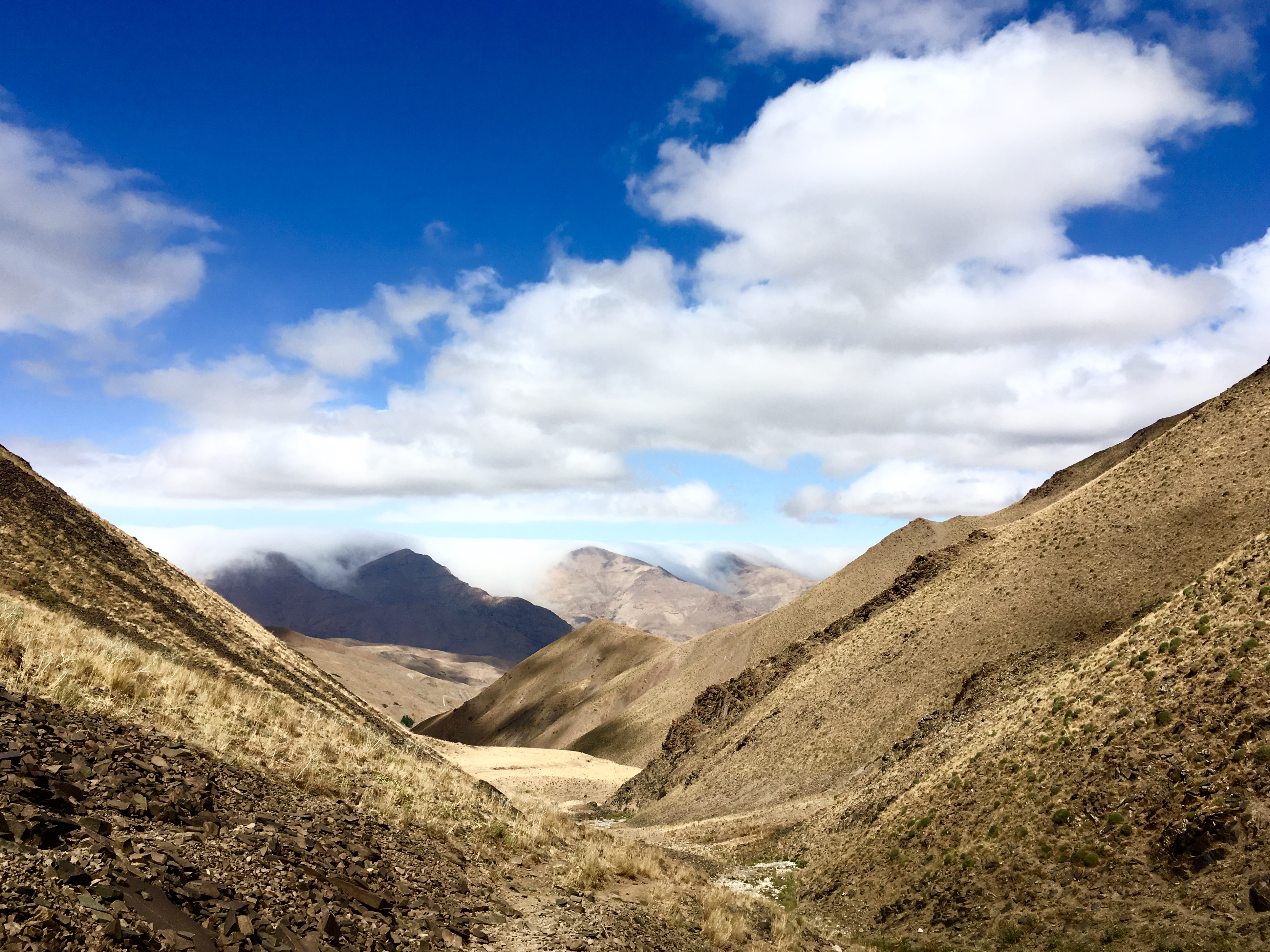
Долина Калак,  гора Азад Ку, Мазендеран, Іран
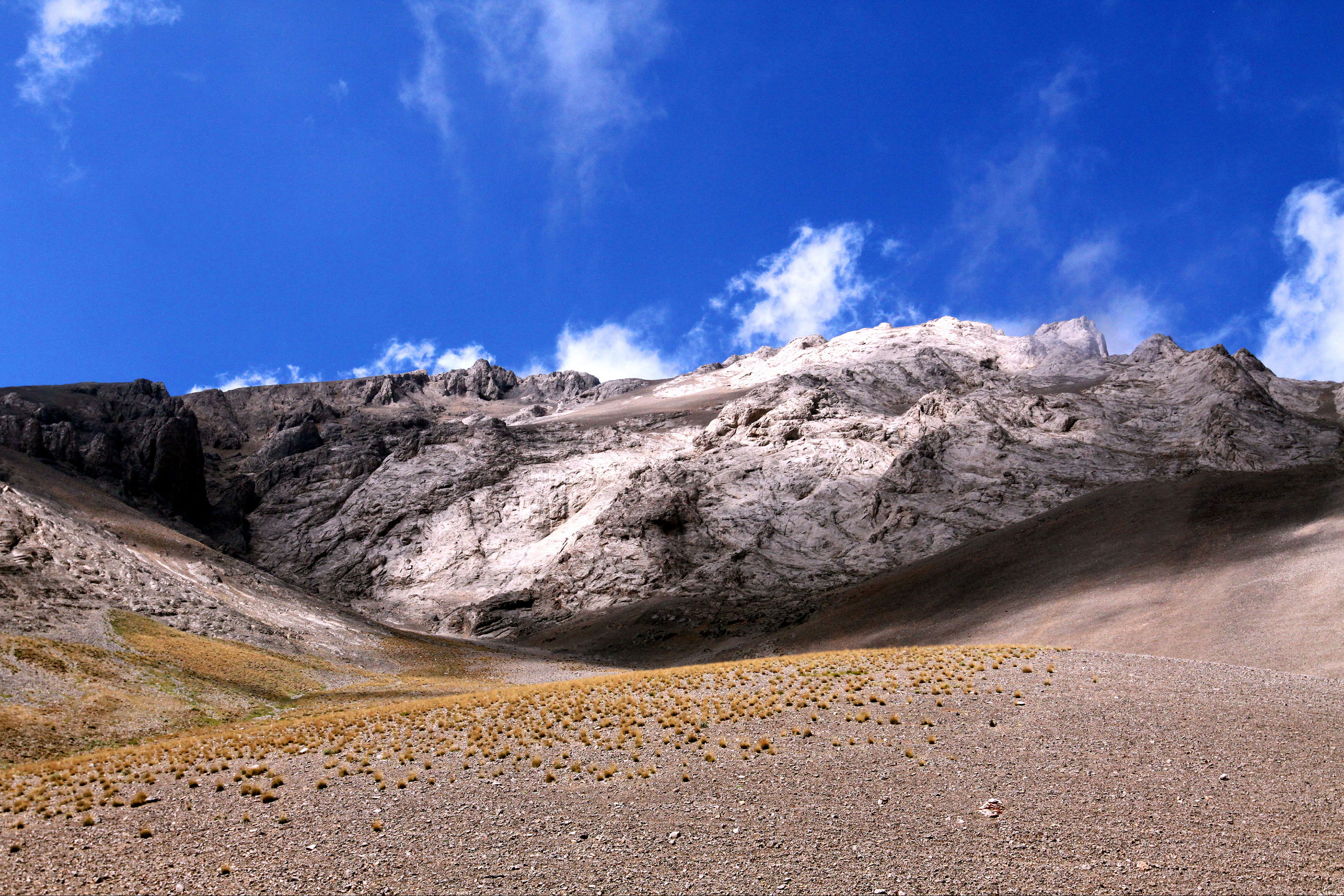
Долина Калак,  гора Азад Ку, Мазендеран, Іран